# Qu’Appelle (folyó)

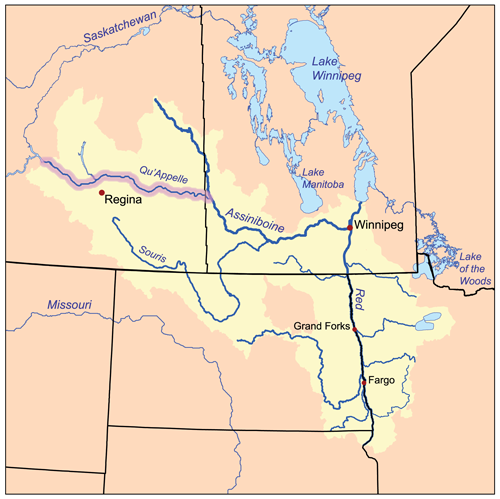
A Vörös folyó medencéje, kiemelve a Qu'Appelle folyó

A Qu'Appelle (magyarítva: Kiszól folyó) folyó Kanada középnyugati részében, amely a Diefenbaker tóból ered Saskatchewan tartomány délnyugati részében és 430 kilométert haladva keleti irányban az Assziniboin folyóba ömlik Manitoba tartományban.
Útközben Saskatchewanban beleömlik több jelentős tóba is, köztük a következőkbe:
- Buffalo Pound tó, Reginától északnyugatra, amelyet 1956-ban hoztak létre, gátat emelve a Qu'Appelle-en.
- A Reginától északkeletre lévő négy Horgásztó (Pasqua, Echo, Mission, és Katepwa).
- Lejjebb, Grenfelltől északra a Crooked tó és a Kerek tó.

A Qu'Appelle-be ürül Craven város közelében a Last Mountain tó („Utolsó Hegyi tó”) vize.

## Története
1787-ben az Északnyugati Társaság (angolul North West Company) prémkereskedő állomást létesített Fort Espérance-ban, a folyó alsó folyásánál. Ezt 1819-ben elhagyták. Később, 1852-ben a Hudson-öböl Társaság (Hudson's Bay Company) hozott létre állomást a mai Fort Qu'Appelle mellett. 
A folyó és a Qu'Appelle-völgy egy krí indián monda alapján kapták nevüket, amely szerint a folyón egy szellem utazgat fel-le. Az indiánok mondták el 1804-ben Daniel Harmonnak, az Északnyugati Társaság kereskedőjének, hogy a folyónál gyakran halljék, amint egy emberi hang így szól: „Kâ-têpwêt?” A mondat azt jelenti: „ki szól?”, franciául („Qui appelle?”) Ha válaszolnak, a hang visszaszól. (Lebret falunál erős visszhang jelenség tapasztalható.)

## Külső hivatkozás
- University of Saskatchewan. Qu'Appelle Valley views